# Peucedanum kingaense
Peucedanum kingaense är en flockblommig växtart som beskrevs av Adolf Engler. Peucedanum kingaense ingår i släktet siljor, och familjen flockblommiga växter. Inga underarter finns listade i Catalogue of Life.